# Centrocardita aculeata
Genre
Synonymes
- Cardita aculeata (Poli, 1795)
- Cardita aculeata var. inermis Monterosato, 1878
- Cardita elegans (Requien[2], 1848)
- Cardita rhomboidea Brocchi, 1814
- Centrocardita elegans (Réquien, 1848)
- Chama aculeata Poli, 1795
- Chama elegans Requien, 1848
- Glans aculeata (Poli, 1795)

Centrocardita aculeata est une espèce de mollusques bivalves de la famille des Carditidae. Elle est trouvée en Méditerranée et dans la partie européenne des eaux du Nord de l'Océan Atlantique.
C'est une espèce actuelle mais on en connaît des spécimens fossiles dont les plus anciens datent de la fin du Miocène.